# Ömür Göksel

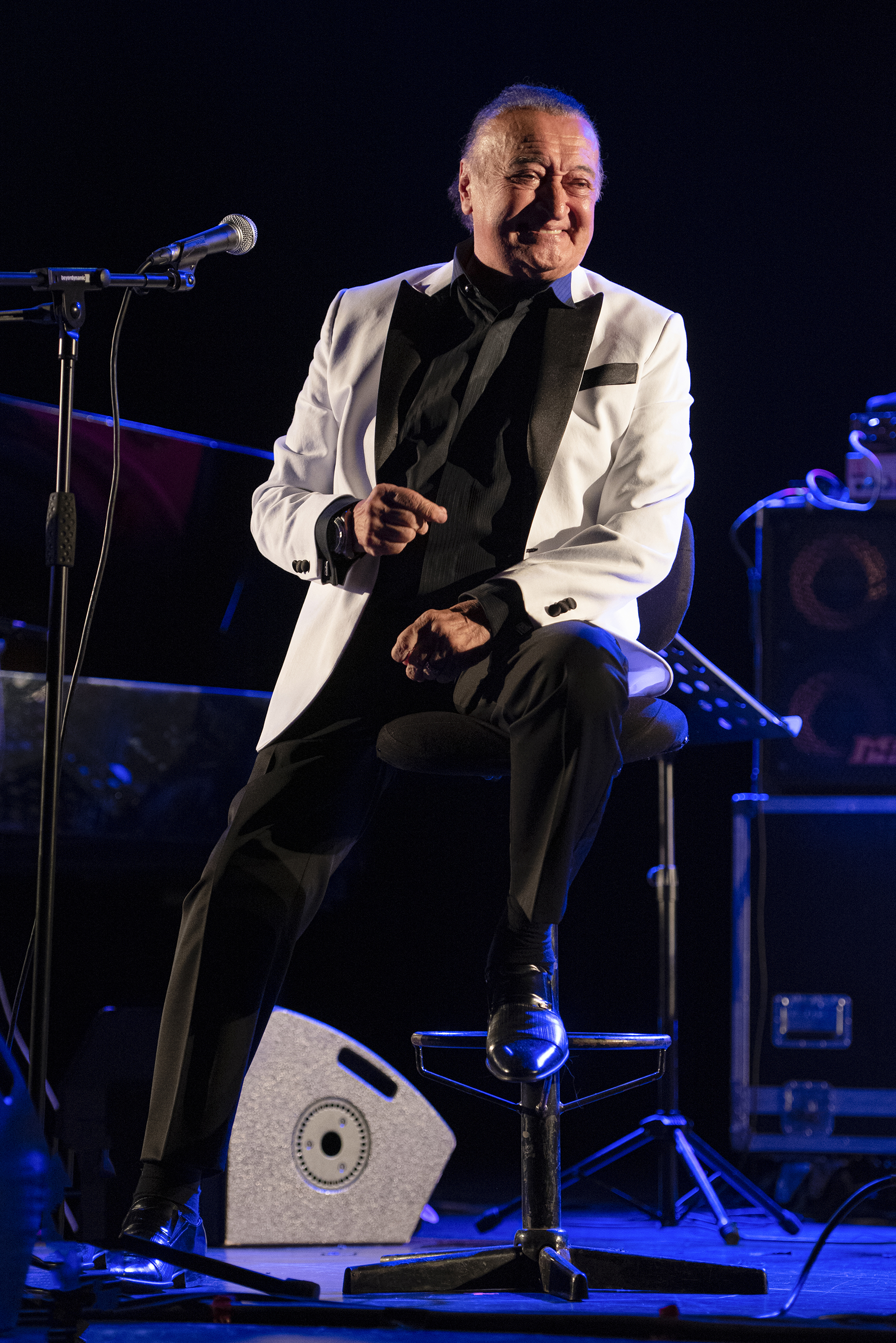
Ömür Göksel (2019)

Ömür Göksel (* 2. Mai 1942 in Kadıköy) ist ein türkischer Jazz- und Popsänger.

## Leben und Wirken
Göksel interessierte sich während seiner Schulzeit sehr für Literatur, Musik und Sport. Zunächst spielte er Fußball in der Jugendmannschaft von Galatasaray Istanbul; dann war er ein vielversprechender Basketball-Spieler der Junioren-Mannschaft von Galatasaray. Mit 18 Jahren gewann er einen renommierten Gesangswettbewerb und erhielt den Titel The Voice King of Turkey. Zum Studium zog er 1963 nach Deutschland.
Zurück in der Türkei arbeitete Göksel ab 1965 als professioneller Sänger, der in den Nachtclubs gerne engagiert wurde. Mit seinem umfangreichen Repertoire und seiner Fähigkeit, in vier verschiedenen Sprachen zu singen, errang er Popularität. Mit seinem Lied Mutluluk erhielt er 1969 seine erste goldene Schallplatte. Mit Sevemem Artık (1972) feierte er weitere Erfolge, erhielt eine zweite goldene Schallplatte und dreimal hintereinander die Auszeichnung „Sänger des Jahres“. 1975 erhielt er mit seiner eigenen Komposition Yanıyorum ein weiteres Mal Gold. 1979 beschloss er, seine musikalische Tätigkeit im Ausland fortzusetzen, nachdem er Konzertangebote aus Europa und den USA erhalten hatte. Die nächsten Jahre verfolgte er seine professionelle Musikkarriere in Italien, den USA und Deutschland. 
1996 kehrte Göksel in die Türkei zurück, wo er Anfang 2000 die Fernseh-Show Bir Ömür moderierte, die 73 Wochen lang lief. Ab September 2000 war er als Sportjournalist bei einer großen überregionalen Zeitung tätig, für die er über Fußball schrieb. 2004 wurde er zum Mitglied des Gemeinderats von Kadıköy gewählt und leitete den Ausschuss für Jugend, Bildung, Sport und Kultur als dessen Vorsitzender.
2005 wurden Göksels Alben Bir Ömür und Meydan Okuyorum Yıllara veröffentlicht; 2006 legte er das Album A Touch of Quality vor, das aus Jazzstandards bestand und in die Charts kam. Es folgten das Doppelalbum A Touch of Love und seine Sammlung Music for Lovers, die ebenfalls erfolgreich waren. Er setzte seine musikalischen Aktivitäten fort; so erschienen seine Alben Sinatra 101 Years Old (2016) und The Songs of Nat King Cole (2017), auf denen er Songs von Frank Sinatra bzw. Nat King Cole interpretierte. Er gab auch Konzerte mit der TRT Big Band.
2019 wurde Göksel auf dem Istanbul International Jazz Festival mit dessen Lifetime Award ausgezeichnet.

## Diskografie

### Alben
- 1971: Ve Dünyası
- 1974: Ömür Göksel
- 1974: Dünden Bugüne
- 1977: Bizler İçin
- 1983: Yıllar Sonra
- 1998: Bir Ömür
- 2004: Meydan Okuyorum Yıllara...
- 2006: A Touch of Love
- 2006: A Touch of Quality
- 2007: A Touch of Latin
- 2007: Music for Lovers
- 2007: Ömürlük Şarkılar
- 2009: Aramızda Kalsın
- 2010: A Touch of Disco
- 2011: A Touch of Amore
- 2014: A Touch of Class
- 2016: Sinatra 101 Yaşında
- 2017: The Songs of Nat King Cole
- 2022: Movie Songs
- 2022: Sinatra 107 Yaşında
- 2024: Aşk Şarkıları

### EPs
- 2022: Tangolar

### Singles (Auswahl)
- 1969: Arıyorum
- 1976: Seni Tanır Gibiyim
- 1976: Yaşadım Mı, Öldüm Mü
- 2007: Ben Böyleyim
- 2022: Papatya Gibisin